# Puerto Octay
Puerto Octay – miasto w Chile, w regionie Los Lagos, w prowincji Osorno.